# Journal officiel de la Fédération (Mexique)
Le Journal officiel de la Fédération (en espagnol Diario Oficial de la Federación, en abrégé DOF) est le journal officiel du gouvernement du Mexique. Sa fonction est la publication de lois, règlements, accords, circulaires, mandats et autres actes expédiés par les pouvoirs de la Fédération, à fin que ceux-ci soient remarqués et dûment appliqués.

## Périodicité et consultation
Le Journal officiel de la Fédération est édité du lundi au vendredi par le secrétariat de Gobernación (le secrétariat à l'Intérieur du Mexique), et peut aussi être consulté via Internet (voir les liens externes).

## Histoire
Il est créé le 24 septembre 1848 et s'appelle alors El Correo National (Le Courrier national).